# Дехтице
Дехтице (на словашки: Dechtice) е село в западна Словакия, в Търнавски край, в окръг Търнава. Според Статистическа служба на Словашката република към 31 декември 2021 г. селото има 1753 жители.
Разположено е на 186 m надморска височина, на 21 km северно от Търнава. Площта му е 19,46 km². Кмет на селото е Карол Захар.